# Karsten Nielsen
Karsten Nielsen (* 23. Mai 1973) ist ein ehemaliger dänischer Ruderer. Im Leichtgewichts-Einer war er Weltmeister 1996, 1997 und 1999.

## Sportliche Karriere
Der 1,83 m große Karsten Nielsen belegte 1991 den sechsten Platz im Einer bei den Junioren-Weltmeisterschaften. 1992 war er Elfter im Einer bei den U23-Weltmeisterschaften. 1993 nahm er im Leichtgewichts-Einer an den U23-Weltmeisterschaften teil und erhielt die Silbermedaille. 1994 gewann Nielsen den Titel im Leichtgewichts-Einer bei den U23-Weltmeisterschaften. Bei den Weltmeisterschaften 1994 in der Erwachsenenklasse erreichte er den dritten Platz hinter dem Briten Peter Haining und dem Iren Niall O’Toole. 1995 trat Nielsen bei den Weltmeisterschaften in Tampere im Leichtgewichts-Doppelzweier an und belegte den neunten Platz. 
Ab 1996 ruderte Nielsen dann wieder im Leichtgewichts-Einer. Bei den Weltmeisterschaften 1996 in Glasgow siegte er vor dem Tschechen Tomas Kacovsky, im Jahr darauf bei den Weltmeisterschaften auf dem Lac d’Aiguebelette verteidigte er seinen Titel vor dem Schweizer Michael Bänninger. 1998 bei den Weltmeisterschaften in Köln siegte der Italiener Stefano Basalini vor dem Tschechen Michal Vabroušek, Nielsen erhielt wie 1994 die Bronzemedaille. 1999 in St. Catharines gewann Nielsen seinen dritten Weltmeistertitel, Zweiter war wie im Vorjahr Michal Vabroušek. Nach dem elften Platz bei den Weltmeisterschaften 2000 endete Nielsens internationale Karriere.